# Appius Claudius Pulcher (triumvir monétaire)
Appius Claudius Pulcher est un homme politique de l'Empire romain.

## Famille
Il est fils de Publius Claudius Pulcher.
Il est l'arrière-petit-fils paternel, de la branche des Claudii Pulchri, de Publius Claudius Pulcher.

## Carrière
Il est triumvir monétaire autour de -11. Il était vivant en -2.